# Петко Славејков
Петко Славејков (буг. Петко Славейков) је бугарски песник, новинар, фолклориста и политичар. Био је на челу Либералне странке након ослобођења Бугарске, председник Народне скупштине (1880) и министар неколико кабинета (1880–1881, 1884–1885).
Петко Славејков је имао 4 сина – политичаре Ивана и Христа Славејкова, новинара Рача Славејкова и песника Пенча Славејкова.

## Биографија

### Порекло и младе године
Петко Славејков је рођен 17. новембра 1827. у Великом Трнову, у кући Рача Казанџије. Петкова мајка Пенка умире на порођају. Његов деда Рачо Обућар је из Банског или Јакоруде. Због убиства Турчина био је принуђен да га, бежећи, носи на леђима преко реке Глазне. На крају се сели у Велико Трново. Петков отац, такође Рачо, почиње да се бави производњом казана. Није био много образован, али је био поносни Бугарин. У Вишовграду, селу своје мајке, Петко види славује (буг. славей) који остављају толики утисак на њега да он одлучује да промени презиме у Славејков.
Образује се у Великом Трнову, Дрјанову, Трјавни и Преображењском манастиру. Самостално се образује читајући у манастирским библиотекама. Велику улогу у његовом васпитању одиграло је читање књиге „Историја словенобугарска“ (буг. История славянобългарска), Пајсија Хиландарца. Касније учи у Свиштову (код Емануила Васкидовича), где проширује знање грчког језика и упознаје се са српском и западноевропском књижевношћу. Сачувано је и његово прво литерарно дело „Акатист тројице светитеља“ (буг. Акатист на три светители).

### Просветна и књижевна делатност
Током 1843. године Славејков постаје учитељ у Великом Трнову, али је прогнан због писања дела „Прославило се Трново славним грчким владикама“ (буг. Прославило се Търново със славни гръцки владици). Од 1844. до 1864. постаје учитељ у другим селима и градовима – Трјавни, Видину, Враци, Плевену, Берковици, Љасковцу, Бјали, Елени и др.
Развија широку културно-просветну делатност. До 1847. успева да сакупи 2263 песме, пословице и изреке. Године 1852. штампа своје прве књиге – „Помешана китка“ (буг. Смесена китка), „Песнопојка“ (буг. Песнопойка) и „Басне“ (буг. Басненик). Пише поему „Бојка војвода“ (1853) под утицајем револуционарних догађања поводом Кримског рата (1853–1856), као и много побуњеничких песама. Учествује у неуспелом устанку деда Николе у Трнову (1856). Док је био учитељ у Трговишту, издавао је бугарске сатиричне новине „Гајда“ (буг. Гайда).
Године 1864. одлази у Цариград на позив Бугарског библијског друштва да уради редакцију бугарског превода „Библије“ (на источнобугарском наречју) заједно с Албертом Лонгом, Елијасом Ригсом и Христодулом Сичан-Николовим. Овај превод одштампан је у Цариграду 1871. године. 
Славејков постаје најпознатији бугарски писац тог времена у Цариграду. Издаје више од 60 књига (на бугарском, али и преводе) и периодику:
- новине: „Гајда“ (1863–1867), „Македонија“ (1866–1872), „Шутош“ (1873–1874), „Костурка“ (1874);
- часописе: „Ружица“ (1871), „Пчелица“ (1871), „Читаоница“ (1872–1873)

Био је један од вођа црквене борбе. Нешто касније ће радити као учитељ у Бугарској егзархији.
Ухапшен је због писања чланка „Две касте и власти“ (в. „Македонија“) и окривљен због повезаности са револуционарним комитетом у Букурешту.
Након путовања у Македонију, Славејков учествује у оснивању бугарске гимназије у Једрену 1874. године, где се бори против грчког утицаја над Бугарима. Након тога ради као учитељ у Старој Загори и пише борбене песме (1876). Убрзо је поново затворен након Априлског устанка. Након што је руска војска освојила Стару Загору 1877, постављен је за председника градске управе. У пожару који је уследио, Петко Славејков губи своје рукописе, као и 15000 сакупљених пословица. Током наредних месеци помаже руској војсци, преводи преко Старе планине одред генерала Михаила Скобељева, сведочи Шипченској победи и прати их до Сан Стефана.
И у оригиналним и у подражавалачким делима П. Р. Славејков оплемењуе бугарски језик. Пише историјске патриотске песме и поеме, љубавну и пејзажну поезију под утицајем руских песника попут Александра Пушкина, Афанасија Фета и Николаја Карамзина. Сачувани су делови његових историјско-патриотских поема (написаних највероватније под утицајем Пајсијеве Историје) – „Крумијада“, „Краљевић Марко“, „Самуилка“).
Петко Славејков је познат и као утемељивач бугарске књижевности за децу, аутор је многих уџбеника, а опробао се и као географ, историчар и писац мемоара. Такође је био филолог и фолклориста. Издао је два зборника народних песама (1860, 1868) и сакупљених пословица (њих 17000). Издаје „Бугарске приче и пословице и карактеристичне речи“ (буг. Български притчи или пословици и характерни думи), проучава бугарске обичаје, обреде, демонологију и народну психологију. Пише под разним псеудонимима.
Током 1875. постаје дописни, а од 1884. године почасни члан Бугарског књижевног друштва (дан. Бугарска академија наука).

### Политичка делатност
Након Ослобођења, Петко Славејков постаје један од лидера новоосноване Либералне странке. Био је председник Народне скупштине (1880), министар народне просвећености и министар унутрашњих послова од 1880. до 1881. у влади Петка Каравелова. У време Режима пуномоћја (1881–1883) одлази у Пловдив, где ће предавати у Пловдивској гимназији. Након повратка у Бугарску, поново постаје министар унутрашњих послова (1884–1885) у новом кабинету Каравелова. Након Уједињења је постављен за помоћника-комесара у јужној Бугарској.
Издаје новине „Остен“ (1879), „Целокупна Бугарска“ (1879), „Независност“ (1880–1883), „Трновски устав“ (1884), „Истина“ (1886), „Софијски дневник“ (1886) и „Правда“ (1888).
Петко Р. Славејков умире у Софији 1. јула 1895. године.